# Pribislao I de Mecklemburgo
Pribislao (en alemán: Pribislaw, en polaco: Przybysław) (m. 30 de diciembre de 1178) fue un príncipe abodrita y el primer príncipe de Mecklemburgo (1167-1178).
Pribislao fue uno de los tres hijos del jefe abodrita Niklot, que resultó muerto en 1160 durante una campaña conjunta con el duque Enrique el León de Sajonia y el rey Valdemar el Grande de Dinamarca. El territorio de los abodritas fue en gran medida dividido entre los señores sajones, pero Pribislao siguió luchando contra Enrique desde la fortaleza de Werle a orillas del Warnow cerca de Rostock, el único territorio que quedaba a Pribislao y su hermano Vertislao.
Los hijos de Niklot lograron difundir la revuelta contra el gobierno sajón en 1163. Mientras Vertislao y gran parte de la nobleza eslava fueron apresados por Enrique durante el asedio de Werle, Pribislao destruyó muchos de los antiguos castillos abodritas incluyendo Mecklemburgo donde todos los defensores masculinos flamencos fueron muertos. Después de que Pribislao volviera a capturar a Malchow y Quetzin, Enrique el León suprimió la revuelta de forma sangrienta. Vertislao fue públicamente colgado en Malchow. Apoyado por una flota danesa, el ejército sajón derrotó a los eslavos en la sangrienta batalla de Verchen en 1164. Pribislao huyó a Pomerania poco después, pero más adelante saqueó los condados de Schwerin y Ratzeburg.
El misionero cisterciense Berno de Amelungsborn convenció a Pribislao que se pusiera del lado de los cristianos contra los eslavos paganos. En conflicto con la nobleza sajona y buscando un aliado, Enrique restauró a Pribislao al poder en 1167 como el príncipe de Mecklemburgo, Kessin, y Rostock; el condado de Schwerin siguió bajo control sajón franco. La restauración de Pribislao al poder estableció una dinastía originalmente eslava en Mecklemburgo que duró hasta 1918. En comparación, las tierras de los polabios y los wagrios al oeste habían sido tomadas por los señores sajones.
La fecha de la conversión de Pribislao al cristianismo es disputada; ha sido fijada antes de la muerte de Niklot en 1160 o a la restauración del príncipe al poder en 1167. Aliado con el duque sajón, Pribislao luchó contra los paganos rani de Rügen. Pribislao fundó el monasterio de Doberan en 1171 y dotó al Obispado de Schwerin. Participó en una peregrinación a Jerusalén con Enrique al año siguiente. El príncipe también negoció un matrimonio entre su hijo Enrique Borwin I y una hija de Enrique.
Se casó con Woizlava, hija de Vartislao I de Pomerania.
Pribislao murió de una herida recibida en un torneo en Luneburgo. Su cuerpo fue enterrado primero en la iglesia de san Miguel de Luneburgo, y luego trasladado por Enrique Borwin a la recientemente terminada catedral de Bad Doberan en 1219.